# Julianna Guill
Julianna Guill (* 7. Juli 1987 in Winston-Salem, North Carolina) ist eine US-amerikanische Schauspielerin, die vor allem durch ihre Auftritte in Filmen wie Freitag der 13., My Super Psycho Sweet 16 und dessen Fortsetzung, sowie durch Auftritte in verschiedenen Fernsehserien Bekanntheit erlangte.

## Leben und Karriere
Die im Sommer 1987, in der für ihre Tabakproduktion bekannte Großstadt Winston-Salem im US-Bundesstaat North Carolina geborene Guill wuchs als eines von insgesamt drei Kindern auf und begann wie ihre beiden Geschwister früh eine Laufbahn als Sängerin und Schauspielerin. Anfangs nur in kleinen familiären und später sogar lokalen Produktionen, war sie spätestens ab ihrer High-School-Zeit, die sie an der Richard J. Reynolds High School in ihrem Heimatort verbrachte und dort 2005 den Abschluss machte, auch in größeren Produktionen zu sehen. Nachdem Guill, die an ihrer High School beim schuleigenen Chor und der Theatergruppe aktiv war, ihre High-School-Zeit abgeschlossen hatte, zog es sie vorerst nach New York City. Hier war sie etwa bis 2006 an der New York University tätig, ehe es sie nach Kalifornien zog. Schon in den Jahren zuvor in verschiedenen Film- und Fernsehproduktionen im Einsatz, hatte sie 2004 ihren ersten namhaften Filmauftritt im 20-minütigen Kurzfilm Be Good Daniel, in dem sie eine der Hauptrollen übernahm.
Noch im gleichen Jahr spielte Guill in einer Folge der Fernsehserie One Tree Hill mit, in der sie im darauffolgenden Jahr in einer anderen Rolle erneut zu sehen war. 2006 und 2007 war sie in jeweils zwei unterschiedlichen Rollen in der Fernsehserie CSI: Miami zu sehen und kam 2007 auch noch in einer Episode von CSI – Den Tätern auf der Spur zum Einsatz. Nachdem sie in den Jahren 2008 und 2009 in allen 18 Episoden der Webserie My Alibi zum Einsatz gekommen war, feierte sie ab dem Jahr 2009 ihren Durchbruch. Während sie zuvor noch in einer eher unwesentliche Rolle in 2 Dudes and a Dream zu sehen war, steigerte sich ihr internationaler Bekanntheitsgrad vor allem durch ihre Rolle als Bree im Horrorfilm-Remake Freitag der 13., in dem sie einen der Hauptcharaktere mimte und unter anderem in einer Sex-Szene zu sehen ist. Danach folgten für Guill weitere Filmauftritte in Fired Up!, Road Trip – Bier Pong oder My Super Psycho Sweet 16, in dem sie in der Hauptrolle der Madison Penrose zu sehen ist.
Auch 2010 folgten zahlreiche große Engagements, unter anderem Hauptrollen in Filmen wie Five Star Day, Closing Time, Costa Rican Summer, 15 Minutes, Altitude – Tödliche Höhe und My Super Psycho Sweet 16 2, der Fortsetzung aus dem Vorjahr. Außerdem war sie im gleichen Jahr auch noch in Fernsehserien wie Cold Case – Kein Opfer ist je vergessen (1 Folge), Aus Versehen glücklich (1 Folge) und 90210 (2 Folgen) zu sehen. 2010 übernahm sie unter anderem auch eine der Hauptrollen in der Fernsehserie Glory Daze (auch: GLΩRY DAZΣ), in der sie in allen zehn Episoden der ersten Staffel zum Einsatz kam.
Des Weiteren wirkte Guill maßgeblich an zwei Postproduktionen mit, wobei der Kurzfilm Blast Off eigentlich schon 2010 erscheinen hätte sollen, sich die Veröffentlichung aber aufgrund von technischen Problemen auf 2011 verschob. Der zweite Film, The Apparition (dt. Die Erscheinung), in dem Guill neben Schauspielern wie Ashley Greene, Sebastian Stan, Tom Felton, Luke Pasqualino oder Suzanne Ford ebenfalls in einer Hauptrolle zu sehen ist, erschien ebenfalls im Jahre 2011.

## Filmografie (Auswahl)
Filmauftritte (auch Kurzauftritte)
- 2004: Be Good Daniel
- 2009: 2 Dudes and a Dream
- 2009: Freitag der 13. (Friday the 13th)
- 2009: Fired Up!
- 2009: Road Trip – Bier Pong (Road Trip: Beer Pong)
- 2009: My Super Psycho Sweet 16
- 2010: Five Star Day
- 2010: Closing Time
- 2010: Costa Rican Summer
- 2010: 15 Minutes
- 2010: Altitude – Tödliche Höhe (Altitude)
- 2010: My Super Psycho Sweet 16 2 (My Super Psycho Sweet 16: Part 2)
- 2011: Crazy, Stupid, Love.
- 2011: Blast Off
- 2012: The Apparition
- 2012: Mine Games
- 2012: A Green Story
- 2012: The Apparition
- 2015: Bad Night
- 2015: Christmas Eve
- 2016: Lawless Range
- 2016: Quest for Truth (Fernsehfilm)
- 2016: The First Avenger: Civil War (Captain America: Civil War)
- 2016: Killing Poe
- 2016: Summer in the City (Fernsehfilm)
- 2016: Sunset Ppl (Fernsehfilm)
- 2017: Psych: The Movie
- 2018: Lawless Range
- 2019: Ein Weihnachtsgeschenk des Himmels (Grounded for Christmas, Fernsehfilm)
- 2020: Christmas on the Vine (Fernsehfilm)

Serienauftritte (auch Gast- und Kurzauftritte)
- 2004–2005: One Tree Hill (2 Folgen)
- 2006–2007: CSI: Miami (2 Folgen)
- 2007: CSI – Den Tätern auf der Spur (CSI: Crime Scene Investigation, 1 Folge)
- 2008–2009: My Alibi (18 Folgen)
- 2009: How I Met Your Mother (1 Folge)
- 2010: Cold Case – Kein Opfer ist je vergessen (Cold Case, 1 Folge)
- 2010: Aus Versehen glücklich (Accidentally on Purpose, 1 Folge)
- 2010: 90210 (2 Folgen)
- 2010: The Subpranos (2 Folgen)
- 2010–2011: Glory Daze (10 Folgen)
- 2011: Psych (1 Folge)
- 2011: Community (1 Folge)
- 2012: Harry’s Law (1 Folge)
- 2012–2013: Underemployed (7 Folgen)
- 2013: Bad Samaritans (5 Folgen)
- 2013: Criminal Minds (1 Folge)
- 2014: Cougar Town (1 Folge)
- 2014–2018: Girlfriends’ Guide to Divorce (17 Folgen)
- 2016: Rush Hour (2 Folgen)
- 2017: Rosewood (1 Folge)
- 2017: The Mindy Project (1 Folge)
- 2018–2019: Atlanta Medical (The Resident, 11 Folgen)
- 2019: Into the Dark (1 Folge)
- seit 2021: Joe Pickett